# Virou Festa!
Virou Festa! é o décimo quarto álbum de estúdio da dupla sertaneja brasileira Rionegro & Solimões. Foi lançado em 6 de julho de 2011 pela Universal Music. Com 15 faixas, dentre elas regravações para "Mais Uma Vez", de Marisa Monte, "Canções do Vento Sul" de Paula Fernandes e também "Pôr do Sol", de Maurício Manieri, além das faixas "Tropé (Bota Pra Quebrar)", "Aí Vou Achar Bom", "Seria Perfeito" e "Onde Anda Você", que tiveram muita execução nas rádios na época.
Segundo o próprio Rionegro, o que separam os três anos sem lançar um material inédito, foi que o tempo estava passando e devido ao excesso de shows, um período de muita estrada, o que levou os próprios dois a analisarem o mercado até que voltassem ao mesmo formato de Ensaio Acústico (2002), aonde tinha muito a presença de violões, desta vez já com público. "A gente não queria gravar um disco só para cumprir tabela e sim com base, com qualidade".

## Faixas
| N.º            | Título                                             | Compositor(es)                                                               | Duração |  |
| 1.             | "Vira, Vira" (citação musical: A Marcha do Caneco) | Jorge / Mateus / Matos / Rionegro; Alberto Roy / José Costa / Clodoaldo José | 2:08    |  |
| 2.             | "Vida Sem Qualidade"                               | Rionegro                                                                     | 3:16    |  |
| 3.             | "Volta Pra Gente"                                  | Marco Aurélio                                                                | 2:49    |  |
| 4.             | "Pôr do Sol"                                       | Maurício Manieri                                                             | 3:10    |  |
| 5.             | "Mais Uma Vez"                                     | Marisa Monte                                                                 | 2:56    |  |
| 6.             | "Cheiro de Amor"                                   | Bertinho Liporini                                                            | 3:08    |  |
| 7.             | "Tropé (Bota Pra Quebrar)"                         | Edson / Flavinho                                                             | 2:48    |  |
| 8.             | "Seria Perfeito"                                   | Rionegro                                                                     | 3:20    |  |
| 9.             | "Sem Você"                                         | Rionegro / Toninho Mesquita                                                  | 3:09    |  |
| 10.            | "Onde Anda Você"                                   | Toninho Mesquita                                                             | 3:16    |  |
| 11.            | "Aí Vou Achar Bom"                                 | Toninho Mesquita / Erick                                                     | 3:00    |  |
| 12.            | "Pra Sempre Na Memória"                            | Rionegro                                                                     | 3:02    |  |
| 13.            | "Canções do Vento Sul"                             | Paula Fernandes / Victor Chaves                                              | 3:30    |  |
| 14.            | "Depois da Bebida"                                 | Toninho Mesquita / Solimões                                                  | 3:15    |  |
| 15.            | "Vai Arranca Toco"                                 | Zé Victor                                                                    | 3:08    |  |
| Duração total: | Duração total:                                     | Duração total:                                                               | 45:00   |  |